# Waynika Ravine
Die Waynika Ravine ist ein kurzer Fluss im Osten von Dominica im Parish Saint David.

## Geographie
Die Waynika Ravine entspringt auf dem Hügelkamm im Zentrum von Atkinson und stürzt in kurzem, steilem Lauf nach Osten, wo sie nach wenigen hundert Metern etwas südlich von Pagua Pointe (Baraisiri Pointe) an der Steilküste bei Burarati in den Atlantik mündet.
Die Quellen entstehen aus demselben Grundwasserleiter wie der westlich benachbarte Magua River und die nördlich benachbarte Big Ravine.